# دانشکده مدیریت دانشگاه کالیفرنیا دیویس
دانشکده مدیریت دانشگاه کالیفرنیا دیویس (به صورت خلاصه GCM) یک مدرسه کسب و کار در دانشگاه کالیفرنیا، دیویس است کهدر سال ۱۹۸۱ تأسیس گردید و رشته‌های آن شامل MBA , MPAc و MSBA می‌باشد.

## رتبه‌بندی‌ها
U.S. News & World Report
- ۲۰۱۷: برنامه MBA تمام وقت رتبه ۳۷ در سطح کشور را به خود اختصاص داده‌است. برنامه MBA پاره وقت در رتبه ۳۲ در سطح کشور قرار گرفت
- ۲۰۱۶: برنامه MBA تمام وقت با رتبه ۴۸ در سطح کشور؛ برنامه MBA پاره وقت با رتبه # ۲۹ در سطح کشور[۱]
- ۲۰۱۵: برنامه MBA تمام وقت با رتبه ۴۱ در سطح کشور، برنامه MBA پاره وقت در رتبه ۲۵ در سطح کشور قرار گرفت[۲]

فایننشال تایمز
- ۲۰۱۴: برنامه MBA تمام وقت رتبه جهانی در رتبه ۹۸ در سطح جهانی[۳]
- ۲۰۱۳: برنامه MBA تمام وقت در سطح جهان در رتبه ۹۵ قرار دارد[۴]

The Economist
- ۲۰۱۷: برنامه MBA تمام وقت با رتبه ۵۱ در سطح کشور و # ۸۳ در سطح جهان[۵]
- ۲۰۱۶: برنامه MBA تمام وقت با رتبه ۴۷ در سطح کشور و # ۷۱ در سطح جهان[۶]
- ۲۰۱۴: برنامه MBA تمام وقت در رتبه ۴۰ در سطح کشور و # ۶۸ در سطح جهان[۷]
- ۲۰۱۳: برنامه MBA تمام وقت با رتبه ۳۸ در سطح کشور و # ۶۵ در سطح جهان[۸]

BusinessWeek
- ۲۰۱۴: برنامه MBA تمام وقت رتبه # ۶۰ در سطح کشور[۹]

مجله Forbes
- ۲۰۱۷: برنامه MBA تمام وقت رتبه ملی # ۶۳ را در سطح کشور کسب کرد[۱۰]
- ۲۰۱۶: برنامه MBA تمام وقت در رتبه ۶۱ در سطح کشور[۱۱]
- ۲۰۱۱: برنامه MBA تمام وقت رتبه‌بندی در رتبه ۷۲ کشور در سطح ملی[۱۲]